# Querulomania
La querulomania (dal latino querulus: "lamentoso") è un termine utilizzato in psichiatria e psicologia, per indicare una condizione psicopatologica manifestata da un soggetto che si sente continuamente vittima di soprusi ed ingiustizie e pertanto ritiene necessario utilizzare istanze o rivendicazioni plurime, spesso infondate, dinanzi all'autorità competente per ottenere giustizia.
Il soggetto affetto da querulomania è detto querulomane. Nel DSM-IV è chiamata querulous paranoia, sottotipo della classe persecutoria del disturbo delirante. Appare anche nell'ICD-10 sotto il nome latino paranoia querulans, nella sezione F22.8, "Altri disturbi deliranti persistenti".